# Patrick Cowdell
Patrick Cowdell est un boxeur britannique né le 18 août 1953 à Smethwick.

## Carrière
Sa carrière amateur est principalement marquée par une médaille de bronze remportée aux Jeux olympiques de Montréal en 1976 en poids coqs.

### Jeux olympiques
- Médaille de bronze en -54 kg aux Jeux de 1976 à Montréal